# パトリオット・メモリー
パトリオット・メモリー（英語：Patriot Memory）は、主にパーソナルコンピュータで使用されるUSBフラッシュドライブ、メモリモジュール、ソリッドステートドライブ、ゲーム周辺機器を設計および製造しているアメリカの企業。パトリオット・メモリーはシリコンバレーに拠点を置き、コンピューターコンポーネントの設計、開発、製造、組み立てを現地で行っている。

## 歴史
1985年、創業者であるポール・ジョーンズ（Paul Jones）、ダグラス・ディグス（Douglas Diggs）、フィル・ヤング（Phil Young）の3名の頭文字を取った「PDP Systems Inc.」として設立され、3名はカリフォルニア州マウンテンビューのアウォルト高校の同級生であった。ジョーンズとヤングはカリフォルニア大学デービス校に進学し、ディグスはカリフォルニア大学ロサンゼルス校に進学し卒業している。PDP Systems は、ジョーンズが大学生だった時代に多くの大手PCメーカー向けのコンピューターメモリチップをDRAMモジュールに組み込むOEMビルダーとしてスタートした。
2003年から PDP Systems は、小売およびオンライン市場で販売されるDDR SDRAMの自社ブランドとして初となる「パトリオット メモリシリーズ」をリリースする。SDRAMをベアモジュールとしてリリースした他のSDRAMメーカーとは異なり、パトリオットのメモリモジュールは、DDRモジュール全体にわたるブレード付きの金属熱シールドを備えていた。なお、パトリオットは、DDR4を含むDDRの各世代にわたってフルモジュール・ヒートシンクの使用を継続している。
「パトリオット・メモリー」ブランドは最終的に社名として採用された。パトリオットは、カリフォルニア州フリーモントと台湾の台北にある施設に2つの組立ラインを保有している。ジョーンズは、高度に自動化された機械を導入し、輸送コストを削減した結果、米国での製造を続けられたと述べている。パトリオットは「VIPER」ブランドとしてメモリやUSBフラッシュドライブなどの他に、キーボード、マウス、ヘッドセット、ヘッドセットスタンド、マウスパッドなどを展開しており、「BURST」ブランドとしてソリッドステートドライブの販売を行っている。